# Andreas Ehrholdt
Andreas Ehrholdt (* 19. September 1961 in Genthin; † 25. Mai 2023) war ein deutscher Aktivist. Er gilt als Initiator der Montagsdemonstrationen gegen Sozialabbau („Hartz-IV-Demonstrationen“), die im Jahr 2004 bundesweit stattfanden.

## Leben
Andreas Ehrholdt wuchs in der DDR auf und besuchte eine Polytechnische Oberschule. 1978 beendete er seine schulische Ausbildung und ließ sich dann als zukünftiger Berufssoldat von der NVA anwerben. In Verbindung damit begann er zunächst eine Ausbildung als Elektromaschinenbauer, die er jedoch 1979 aufgrund seiner veränderten politischen Einstellungen abbrach. Von 1979 bis 1989 arbeitete er als Transportarbeiter bei der Deutschen Reichsbahn. Als er die DDR in den Westen verlassen wollte und einen Ausreiseantrag stellte, unterlag er fortan Repressalien und wurde unter anderem aus der SED ausgeschlossen. Nachdem mehrere Fluchtversuche misslangen, gelang ihm schließlich 1989 über die Botschaft in Budapest die Flucht in die Bundesrepublik Deutschland. Ehrholdt kehrte jedoch schon zwei Monate nach dem Mauerfall in seine ostdeutsche Heimat zurück, wo er auch die Wiedervereinigung Deutschlands erlebte. Eine spätere Teilnahme an einer Arbeitsbeschaffungsmaßnahme musste Ehrholdt beenden, als er in seiner Freizeit einen Unfall erlitten hatte. Nachdem er aus anderen gesundheitlichen Gründen keine körperlich schwere Arbeit mehr verrichten konnte, erfolgte eine Umschulung zum Bürokaufmann, die er Mitte der 1990er Jahre abschloss. Trotz zahlreicher Bemühungen konnte Ehrholdt jedoch keine Arbeitsstelle finden und blieb jahrelang arbeitslos. Er versuchte mehrmals, sich als Selbstständiger eine Existenz aufzubauen, so 2001 im Bereich der Finanzdienstleistungen und 2004 als freier Journalist; hatte damit jedoch keinen dauerhaften Erfolg.
Ehrholdt war zwei Jahre lang Mitglied der CDU und kandidierte 1998 erfolglos auf der Liste der Mittelstandspartei für den Landtag in Sachsen-Anhalt.

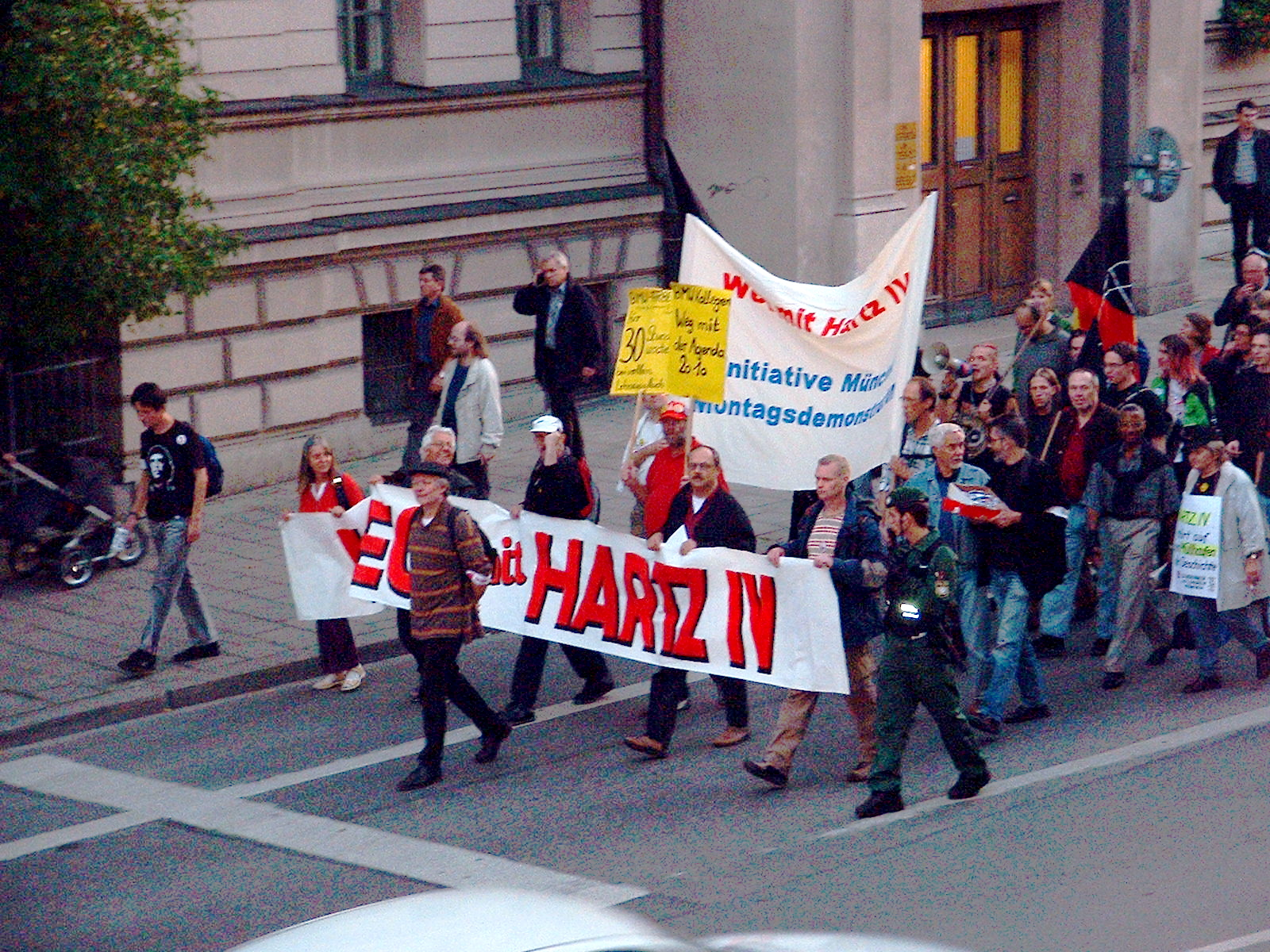
Anti-Hartz-IV-Demonstration (hier im Oktober 2004 in München)

2004 beschloss Ehrholdt, der zusammen mit seiner Schwester noch bei seinen Eltern in der nahe bei Magdeburg gelegenen und damals noch selbstständigen Gemeinde Woltersdorf lebte, eine öffentliche Protestaktion gegen die durch das Hartz-Konzept bedingten Arbeitsmarktreformen ins Leben zu rufen. Mit Hilfe von selbst gefertigten Plakaten rief er im Juli 2004 in Magdeburg unter dem Motto „Schluss mit Hartz IV, denn heute wir und morgen ihr“ zu Montagsdemonstrationen gegen Sozialabbau auf. Die Wahl des Wochentags und die entsprechende Bezeichnung lehnten sich an frühere „Montagsaktionen“ gegen die zunehmende Arbeitslosigkeit und die Reduzierung von Sozialleistungen der öffentlichen Hand an, wobei die Analogie zu den Montagsdemonstrationen 1989 und der friedlichen Revolution in der DDR später teils auch auf Kritik stieß. Zur ersten Montagsdemo in Magdeburg am 26. Juli 2004 kamen etwa 600 Bürger; eine Woche später waren es bereits 6.000 Teilnehmer und die höchste Teilnehmerzahl lag in Magdeburg bei etwa 15.000. Der Protest weitete sich rasch aus und griff auf zahlreiche Städte in ganz Deutschland über. Ehrholdt geriet dabei mit in den Blickpunkt der Berichterstattung in den Massenmedien und wurde so in der Öffentlichkeit zu einer Symbolfigur des Widerstands.
Ehrholdt gründete im Oktober 2004 in Magdeburg die Partei Freie Bürger für Soziale Gerechtigkeit (FBSG), deren Vorsitzender er wurde. Die Partei trat nie zu einer Wahl an und wurde wieder aufgelöst. Ende der 2000er Jahre wurde Ehrholdt Mitglied der Linken. Er blieb bis Ende der 2000er Jahre bei den Magdeburger Montagsdemos aktiv und engagierte sich auch bei anderen Protestaktionen gegen Sozialabbau.
2011 veröffentlichte Ehrholdt, der inzwischen infolge gesundheitlich bedingter Erwerbsunfähigkeit eine Rente bezog, im österreichischen Book-on-Demand-Verlag Novum ein autobiografisches Buch mit dem Titel Ihr habt euch selbst verraten.

## Öffentliche Wahrnehmung und Rezeption
Im Zuge der Ausweitung der von ihm initiierten Magdeburger Protestaktionen auf ganz Deutschland wurde der „Montagsdemo-Gründer“ Ehrholdt zum „Helden von Magdeburg“, „zur Speerspitze der Hartz-Proteste“ und zur „Symbolfigur der politischen Unzufriedenheit“. Zahlreiche Fernsehsender, Radiostationen und Zeitungsredaktionen aus dem In- und Ausland berichteten über ihn, insbesondere im Jahr 2004, teils aber auch in den Folgejahren bis in die Gegenwart (2011). So erschienen entsprechende – und meistens mehrmalige – Berichterstattungen unter anderem in der Financial Times Deutschland (FTD), der Frankfurter Allgemeinen Sonntagszeitung (FAS), der Neuen Zürcher Zeitung (NZZ), der italienischen Wochenzeitschrift Panorama, der Rheinischen Post (RP), der Süddeutschen Zeitung (SZ), der tageszeitung (taz) und der britischen Wochenzeitung The Economist; im Handelsblatt und im Spiegel; sowie auf FAZ.NET, auf Spiegel Online und auf stern.de.
Der US-amerikanische Historiker und Professor Jerry Harris von der DeVry University in Chicago setzte sich in seinem 2005 im englischsprachigen Internetmagazin cyRev veröffentlichten Leitartikel mit dem Titel Globalisation and Class Struggle in Germany (deutsch: „Die Globalisierung und Klassenkampf in Deutschland“) u. a. auch mit Ursachen und Auswirkungen der Montagsdemonstrationen 2004 in Deutschland auseinander und zitierte dabei Ehrholdt: „We do not need charity, we need work“ (deutsch: „Wir brauchen keine Almosen, wir brauchen Arbeit“).
Der Filmemacher Martin Keßler porträtierte in seinem 2005 produzierten Dokumentarfilm Neue Wut I – Vereinzelter Protest oder neue soziale Bewegung? u. a. auch in mehreren Einzelbeiträgen den „Montagsdemo-Initiatoren“ Andreas Ehrholdt. (Siehe Abschnitt Film)
Der Politikwissenschaftler Roland Roth und der Soziologe Dieter Rucht befassten sich in ihrer Einleitung des von ihnen herausgegebenen und 2008 beim Frankfurter Campus-Verlag erschienenen Sachbuchs Die sozialen Bewegungen in Deutschland seit 1945, u. a. auch mit Andreas Ehrholdt – als exemplarisches Beispiel für „einzelne ‚Bewegungsunternehmer‘, die mit persönlichem Einsatz Proteste auslösen können, wenn entsprechende Gelegenheitsfenster offenstehen und die allgemeine Stimmungslage günstig ist“.

## Publikationen
- Ihr habt euch selbst verraten. Novum Pro, Neckenmarkt (Österreich) 2011, ISBN 978-3-9900326-2-6 (mit: Michael Gatzke);
auch unter gleichem Titel als Online-Ressource erschienen bei: novum publishing, Neckenmarkt 2011, ISBN 978-3-9900357-4-0.

- "Solidarisiert Euch!", Books on Demand, Deutschland 2012, ISBN 978-3844841114

## Film
- Neue Wut I – Vereinzelter Protest oder neue soziale Bewegung? Dokumentarfilm, Regie: Martin Keßler, Produktion: Martin Keßler Filmproduktion, Deutschland 2005, Länge: 90 Minuten (Inhaltskurzangabe: Der 2003/2004 gedrehte Dokumentarfilm berichtet über „neue Wellen sozialer Proteste […] seit Herbst 2003“ in Deutschland und zeigt Porträts und Interviews von bzw. mit „Menschen, die von sozialen Kürzungen oder Lohneinbußen betroffen sind oder seit Jahren keine Arbeit mehr finden und sich wehren“, darunter auch Andreas Ehrholdt.[25]).